# Río Cerves
El río Cerves o Cerbes es un curso de agua del noroeste de la península ibérica, afluente del Miño. Discurre por la provincia española de Orense.

## Descripción
Discurre por la provincia de Orense. El río, que nace en el monte Faro y pasa cerca de localidades como Tourón, As Mestas y Prexigueiro, termina desembocando en el Miño. Aparece descrito en el sexto volumen del Diccionario geográfico-estadístico-histórico de España y sus posesiones de Ultramar de Pascual Madoz de la siguiente manera:

CERBES: r. en la prov. de Orense, part. jud. de Ribadavia, el cual nace á la caida del monte Faro en el sitio llamado Foxo del Torron, ó por otro nombre la Cima de la Chan da Vega Dos Gatos: lleva ordinariamente poca agua á no ser en las avenidas de invierno; cria truchas, y baña los pueblos de Torron, Mestas, Pregigueiro, Portelo do Chan, Casal, Quines, Sierra y la Iglesia: tiene 3 puentes denominados de las Mestas, Cesues y Castel do Miño, todos de piedra y de un arco; el primero se construyó en 1834 y los 2 últimos son muy ant.: su estado actual á escepcion del de las Mestas, es malo, en particular el de Castel do Miño, por lo cual se trataba su recomposicion.
(Madoz, 1847, p. 318)

Perteneciente a la cuenca hidrográfica del Miño, sus aguas acaban vertidas en el océano Atlántico. 